# Sambijajar
Sambijajar is een bestuurslaag in het regentschap Tulungagung van de provincie Oost-Java, Indonesië. Sambijajar telt 3591 inwoners (volkstelling 2010).